# Berneuil (Charente-Maritime)
Berneuil település Franciaországban, Charente-Maritime megyében. Lakosainak száma 1163 fő (2022. január 1.). Berneuil Courcoury, Les Gonds, La Jard, Montils, Préguillac, Saint-Léger, Tesson és Villars-en-Pons községekkel határos.

## Népesség
A település népességének változása:
| Lakosok száma | 636  | 669  | 732  | 926  | 1134 | 1141 | 1146 | 1149 | 1149 | 1163 |
|               | 1968 | 1982 | 1990 | 2006 | 2013 | 2015 | 2017 | 2019 | 2020 | 2022 |